# Y’akoto
Y’akoto (* 19. März 1988 in Hamburg, bürgerlich Jennifer Yaa Akoto Kieck) ist eine deutsch-ghanaische Soulsängerin und Songwriterin.

## Leben und Karriere
Y’akoto wurde in Hamburg geboren, wuchs aber in Ghana auf. Ihr Vater ist ein anerkannter ghanaischer Musiker, ihre deutsche Mutter Politologin. Einen Teil ihrer Jugend verbrachte sie in Kamerun, Togo und dem Tschad. Bis 2016 lebte sie in Hamburg, Lomé und Paris, ist nun aber nach Ghana, dem Land ihrer Kindheit, zurückgekehrt.
Seit ihrem dreizehnten Lebensjahr ist Y’akoto musikalisch in diversen Genres aktiv, von Rock über Reggae bis hin zur elektronischen Musik. Bereits mit 17 Jahren wurde sie durch einen Zeitungsartikel über sie von dem Hamburger Label Kamé Entertainment entdeckt. Nach dem Abitur begann sie zunächst ein Kunstgeschichtestudium, welches sie kurzzeitig abbrach, um schließlich eine Ausbildung als Tanzpädagogin zu absolvieren. Nebenbei spielte sie in einer Band und trat unter anderem mit Max Mutzke auf. 2011 wurde sie im Rahmen der Sendung Hamburg Sounds einem breiteren Publikum bekannt und trat anschließend im Vorprogramm von Erykah Badu auf. Nach einer EP 2011 erschien 2012 ihr Debütalbum – das Soulalbum Babyblues – auf Warner Music International. Für die Produktion wurden Max Herre, Samon Kawamura und Roberto di Gioia engagiert.
Ihre erste Single besang das Schicksal des Kindersoldaten Tamba. Danach folgte die zweite Single Diamonds. Die Single Without You erarbeitete sie in Zusammenarbeit mit dem norwegischen Sänger und Songwriter Tom Hugo. 2012 trat sie unter anderem im Vorprogramm von Clueso auf. Bei der Echoverleihung 2013 wurde sie in der Kategorie Künstlerin Rock/Pop National nominiert.
Im August 2014 veröffentlichte Y’akoto ihr zweites Studioalbum Moody Blues. Thematisiert wird die Dualität des Lebens. In der ersten Single Perfect Timing plädiert sie für den nachsichtigen Umgang mit den eigenen Unzulänglichkeiten. Der Song Mother and Son handelt von alleinerziehenden Müttern; in Off the Boat geht es um das Flüchtlingsdrama an der Mittelmeerküste.
Auch ihr zweites Album erschien durch Warner Music International und wurde von Max Herre, Samon Kawamura und Roberto di Gioia produziert. Außerdem beteiligten sich Mocky, Haze sowie der Londoner Produzent Ben Cullum. Ende 2014 ging Y’akoto auf Tour und spielte außerdem 2015 auf mehreren Festivals. Das Album wurde 2015 für einen Echo nominiert.
2017 saß Y’akoto in der Jury für den Anchor – Reeperbahn Festival International Music Award.
Im Juli 2024 soll Y’akotos neues Album Part 4: The Witch erscheinen, das in Zusammenarbeit mit Nabeyin, einem Grammy nominierten ghanaisch-amerikanischen Produzenten, der für Kanye West, Drake und Travis Scott produziert hat, entstanden ist.

## Diskografie

### Singles
- 2017: All I Want (Comme Ci, Comme Ca)
- 2019: Saturday (Feelings)
- 2019: Long Love
- 2020: I Agree
- 2020: Your New Girl
- 2021: What's Good
- 2023: Secret
- 2023: WMYT
- 2023: Dreambug
- 2023: Mad
- 2024: Peace To The Youth
- 2024: Silver Lining

### Alben
- 2011: Tamba (EP)
- 2012: Diamonds (EP)
- 2012: Babyblues (Album)
- 2014: Moody Blues (Album)
- 2017: Mermaid Blues (Album)
- 2020: Obaa Yaa (EP)
- 2024: Part 4: The Witch (Album)